# Die Wolf-Gäng
Die Wolf-Gäng (titulada Jóvenes Extraordinarios España y Los Niños Mágicos en Hispanoamérica) es una película alemana infantil de 2020, dirigida por el director Tim Trageser. Está basada en la serie de libros para jóvenes de Wolfgang Hohlbein.

## Sinopsis
Vlad, un niño vampiro, se muda con su padre Barnabas a una ciudad llamada Crailsfelden, donde solo viven seres místicos como vampiros, elfos y brujas. Cuando comienza, se hace amigo de Faye, un hada, y Wolf, un hombre lobo. Todos tienen el mismo problema: no hacen justicia a su tipo de criatura mítica. En la ceremonia de inscripción escolar, se hace evidente que Vlad no puede ver sangre, Faye tiene miedo a volar y Wolf es alérgico al pelo de los animales. Estas desventajas pueden hacer que una vida mágica sea bastante agotadora. Al día siguiente, son la burla de la escuela. Desesperados, los tres quieren huir, pero son detenidos en el bosque por el troll del puente, que se convierte en un gigante. Entonces son salvados por el Sr. Hannappel, que se declara mago. En su casa aprenden por un libro que hay un registro en la biblioteca prohibida que puede convertirlos en héroes. Se enfrentan a un desafío diabólico en el que también aprenden a aceptarse a sí mismos, con todo lo que son, lo que tienen o no tienen, porque tienen que salvar a su ciudad.

## Reparto
- Rick Kavanian como Barnabas
- Aaron Kissiov como Vlad
- Johanna Schraml como Faye
- Arsseni Bultmann comoWolf
- Axel Stein como Sr. Hannappel
- Christian Berkel como Alcalde Louis Ziffer
- Sonja Gerhardt como Sra. Circemeyer
- Julia Koschitz como Julia
- Butz Ulrich Buse como Recaudador de impuestos
- Arved Friese como Michael "Hackfresse"
- Nicole Heesters como Directora Penner
- Waldemar Kobus como Troll del puente
- Valentin Oppermann como Jürgen "Pimple Face"
- Sanne Schnapp como Sra. Wermann
- Hilmi Sözer como Sargento Schnappauf
- Hans-Jochen Wagner como Sr. Wermann
- Cassian-Bent Wegner Oliver como "Mejilla de cerdo"
- Thorsten Kavur como Dr. Frankenberg
- Otto Mellies como Narrador
- Franziska Beyer como Madre de Faye

## Producción
Las productoras son Deutsche Columbia Pictures Filmproduktion y Rat Pack Filmproduktion.
La música de la película fue grabada por la Orquesta de Cine Alemana de Babelsberg.

### Rodaje
La película se rodó en las ciudades de Hesse de Alsfeld y Lauterbach en Vogelsberg, en Büdingen en Wetterau, así como en Marburg y Braunfels.